# 2 Stars
«2 Stars» es el quinto sencillo de la banda sonora de la película Camp Rock. La canción es cantada por el personaje de Meaghan Martin "Tess Tyler" la canción fue escrita y producida por Adam Anders & Nikki Hassman.

## Promoción
La canción fue escrita y producida por Adam Anders y Nikki Hassman y es interpretada por la cantante y actriz Meaghan Jette Martin. Fue lanzada el 18 de junio de 2008 y está incluida en la banda sonora de la película de Disney Channel Camp Rock.

## Utilización de la canción enCamp Rock
La canción es utilizada como principal vínculo para Tess. Mientras Tess, Peggy y Ella están ensayando su presentación en el concierto final, Tess se molesta con Peggy y Ella porque como siempre les dice "que todo lo hacen mal y que todo es culpa de ellas" entonces Peggy se molesta y le dice que ya se arto y que renuncia al grupo unos segundo después de que Peggy se va del grupo Ella lo hace también dejando a Tess sola cantar en el concierto final.

## Video
En el video se puede ver a Tess cantando con vestido azul y unas botas color Beige, en la coreografía se muestra a Tess cantando en un escenarios con espejos acompañada de varios bailarines, la canción Tess se la dedica a Shane ella habla en metáfora diciéndole que justos son 2 estrellas y que son la pareja perfecta, Tess hace una perfecta presentación ante los jueces Shane, Nate y Jason (Joe Jonas, Nick Jonas y Kevin Jonas) pero al ver que su madre llega a verla y que recibe una llamada por teléfono y la contesta sin darle importancia a su presentación Tess se reciente y se confunde y olvida la coreografía cayéndose del escenario pero una de los bailarines puedo atraparla luego Tess sale corriendo a llorar y no gana el concierto final.